# Eydehavn

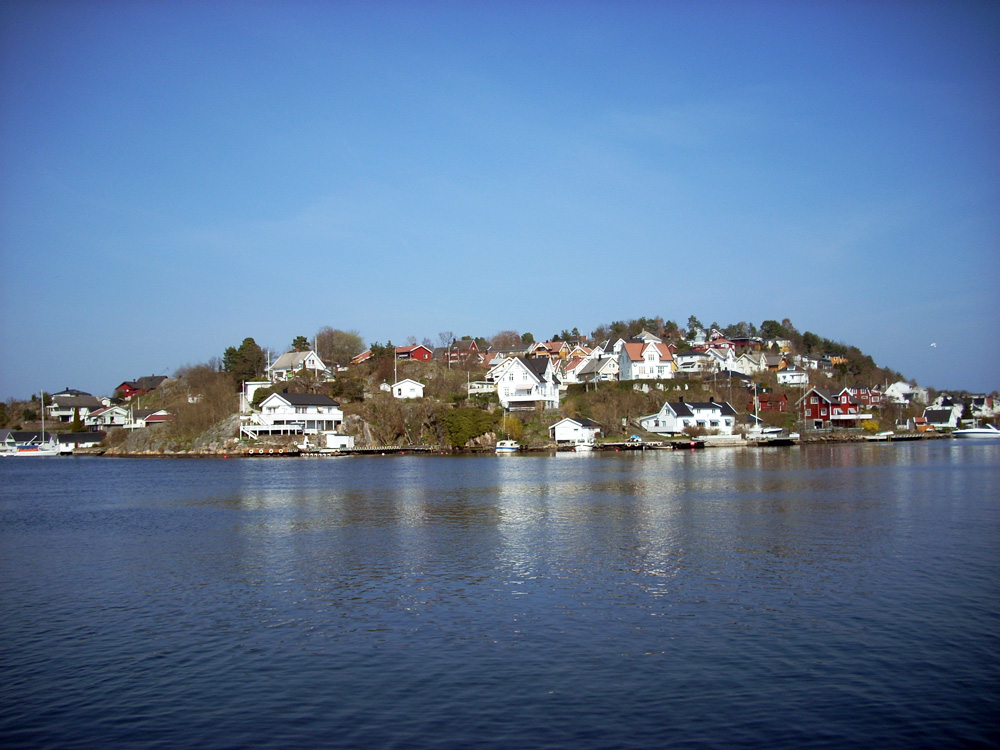
Vue d'Eydehavn en direction du Nord.

Eydehavn (ou Eydehamn) est un village côtier norvégien dans la municipalité d'Arendal, dans le comté d'Agder, à l'extrême sud du pays. 
Eydehavn doit son nom à l'ingénieur et industriel norvégien Sam Eyde qui le fonde en 1913. Jusqu'en 1962, Eydehavn est le centre administratif de la municipalité de Stokken, puis il est rattaché à la municipalité de Moland de 1962 à 1991. Eydehavn abrite, depuis 1913, la production de carbure de silicium de l'entreprise Norton AS – A/S Arendal Smelteverk. Le village se développe autour d'une usine d'aluminium de l'entreprise Norske Nitridaktieselskabs, usine qui est fermée en 1975. Eydehavn possède aussi des installations portuaires.
En 2001, le village comptait environ 4 000 habitants.